# جوليان سولا
جوليان سولا (بالفرنسية: Julien Sola)‏ هو لاعب كرة قدم فرنسي في مركز الوسط، ولد في 13 يونيو 1984 في تولوز في فرنسا. لعب مع نادي أنجيه ونادي تولوز ونادي مولان.

## وصلات خارجية
- جوليان سولا على موقع قاعدة بيانات كرة القدم.إي يو (الإنجليزية)
- جوليان سولا على موقع ليكيب (الفرنسية)